# Richard Boushka
Richard James « Dick » Boushka, né le 29 juillet 1934 à Springfield, dans l'Illinois, est un ancien joueur américain de basket-ball. Il évolue au poste d'ailier fort.

## Palmarès
- Champion olympique 1956